# Hapoel Haifa B.C.
El Hapoel Haifa Basketball Club (en hebreo: הפועל חיפה) es un equipo de baloncesto israelí con sede en la ciudad de Haifa, que compite en la Ligat ha'Al, la primera división del país. Disputa sus partidos en el Romema Arena, con capacidad para 5.000 espectadores.

## Historia
El club se funda en 1924, pero no fue hasta 1954 cuando comenzó a jugar en la Ligat ha'Al, la primera división del país. En 1962 consiguió su mayor éxito, al acabar en segunda posición de la liga, solamente superado por el Maccabi Tel Aviv. Tras varos años en la máxima categoría, en 1972 descendió a la Ligat Leumit, aunque regresó a la primera división al año siguiente.
En 1975 se fusionó con el Hapoel Kiryat, volviendo a descender a la segunda división, logrando ascender tres años más tarde. En 1990, por problemas financieros, descendió por primera vez en su historia a la Liga Liga Artzit, la tercera división. En el año 2000 se fusionó con el equivo rival de su ciudad, el Maccabi Haifa, pero los jugadores se opusieron a esta fusión, y se fueron a jugar a Nesher con el nombre de Hapoel Haifa / Nesher. En 2010 el equipo se separó y al año siguiente se refundó el club, partiendo de las categorías inferiores.

## Posiciones en Liga
| Temporada | Nivel | División    | Pos. | Playoffs |
| --------- | ----- | ----------- | ---- | -------- |
| 2014–15   | 3     | Liga Artzit | 2º   |          |
| 2015–16   | 3     | Liga Artzit | 1º   | Ascenso  |
| 2016–17   | 2     | Liga Leumit | 10   |          |
| 2017–18   | 2     | Liga Leumit | 13   |          |
| 2018–19   | 2     | Liga Leumit | 11   |          |
| 2019–20   | 2     | Liga Leumit | 2    | Ascenso  |
| 2020–21   | 1     | Ligat ha'Al | 5    |          |
| 2021–22   | 1     | Ligat ha'Al | 6    |          |

## Palmarés
- Ligat ha'Al:
  - Subcampeón (1): 1961-62,
- Liga Leumit:
  - Campeón (1): 1998-99
- Liga Artzit:
  - Campeón (2): 2008-09, 2015-16